# Marco Kurz
Marco Kurz (Stuttgart, 16 de maio de 1969) é um ex-futebolista e treinador de futebol alemão. Atualmente, no Fortuna Düsseldorf,com contrato até 30 de Junho de 2017 .

## Carreira
Em sua carreira como jogador, que durou 16 anos, Kurz, que atuou como defensor, defendeu seis clubes: As passagens por Stuttgart (uma partida), Borussia Dortmund (quatro jogos) e Schalke 04 (58 jogos) não foram bem-sucedidas.
Destacou-se vestindo as camisas de Nürnberg e, principalmente, Munique 1860, equipes que defendeu em 108 e 129 partidas, respectivamente. Foi no time azul e branco da Baviera que Kurz marcou seus cinco gols. aposentou-se como jogador em 2005, envergando a camisa do Pfullendorf.

## Carreira de treinador
Ainda em 2005, Kurz iniciou sua nova carreira de treinador no mesmo Pfullendorf, de onde saiu em 2006 para regressar ao Munique 1860, comandando o time B. Seu bom trabalho com os reservas fez com que a diretoria alçasse o ex-zagueiro no comando da equipe principal, sucedendo ao austríaco Walter Schachner. de 2009 a 2012, Kurz comandava a equipe do Kaiserslautern.

## Carreira internacional
Kurz nunca foi lembrado em nenhuma convocação da Seleção Alemã durante toda a carreira.